# Joseph Ludwig von Armansperg
Joseph Ludwig von Armansperg (gr. Κόμης Ιωσήφ Λουδοβίκος Άρμανσπεργκ; ur. 28 lutego 1787 w Bad Kötzting, zm. 29 grudnia 1878 w Monachium) – bawarski dyplomata i polityk.
Przewodniczył regencji Królestwa Grecji podczas małoletności króla Ottona I. Pełnił także funkcję premiera Grecji (1855–1857).